# John Spencer (Fußballspieler)
John Spencer (* 11. September 1970 in Glasgow) ist ein ehemaliger schottischer Fußballspieler, der zuletzt in der Major League Soccer für die Colorado Rapids spielte. Im Moment ist er Assistent bei Houston Dynamo.

## Karriere

### Verein

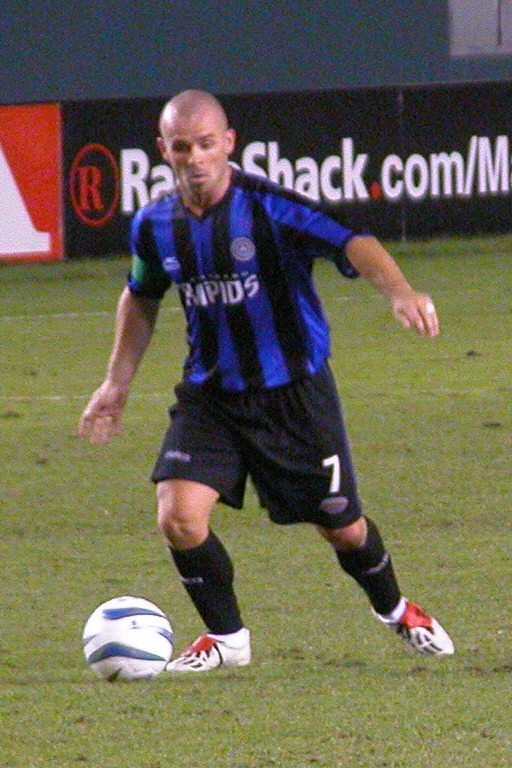
Spencer im Trikot der Colorado Rapids (2004)

Spencers Fußballkarriere begann bei den Glasgow Rangers, wo er 1985 seinen ersten Vertrag unterschrieb. Er wurde später an Greenock Morton und Lai Sun (Hongkong) ausgeliehen und stand außerdem beim FC Chelsea, bei den Queens Park Rangers, dem FC Everton und beim FC Motherwell unter Vertrag.
Am 21. Februar 2001 unterschrieb er bei den Rapids und feierte in der Major Soccer League einen starken Auftakt. In seinem ersten Jahr bei den Rapids konnte Spencer in 22 Spielen 14 Tore erzielen und deren sieben vorbereiten. In der Folge wurde er in die „Elf der Saison“ der MLS gewählt. Spencers zweites Jahr in Amerika war weniger herausragend und vor allem von Verletzungen geprägt, er konnte aber in 13 Spielen immerhin noch fünf Tore schießen und vier Torvorlagen liefern. 2003 fand er wieder auf die Erfolgsspur zurück, erzielte 14 Tore und bereitete 5 vor, wurde außerdem in die „Elf des Jahres“ und war für den MLS MVP Award nominiert. 2004 machte sich sein Alter bemerkbar, er verpasste wegen Verletzungen mehrere Spiele und war auch als er auflaufen konnte nicht so gefährlich wie in den Jahren zuvor. In 19 Spielen konnte er vier Treffer erzielen und eine Torvorlage liefern. Nach dieser Saison beendete er seine aktive Laufbahn.

### International
In der schottischen Nationalmannschaft hatte er 14 Einsätze.

### Als Trainer
Ab 2011 war er Trainer des neuen MLS-Franchise Portland Timbers und übte das Amt bis 9. Juli 2012 aus.